# 塞內卡村

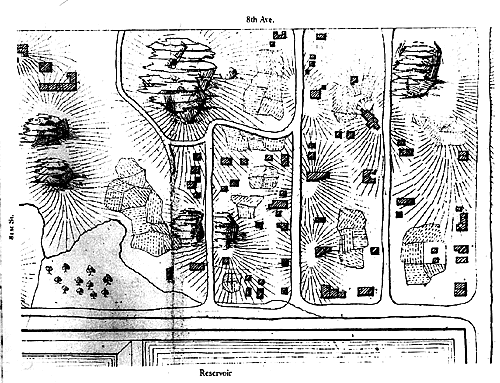
埃格伯特·菲勒在1857年繪製的塞內卡村地圖。

塞內卡村（英語：Seneca Village）是美國紐約一個已不存在的街區，原址位於中央公園內。

## 歷史
塞內卡村最早在1825年由曾為奴隸的黑人建立。在最繁盛的時期，塞內卡村一共有264名居民，並且有三座教堂、一間學校和兩座墓地。
從1840年代開始，陸續有德意志和愛爾蘭移民在塞內卡村周圍定居。當時的教堂檔案顯示：德意志人、愛爾蘭人和黑人之間並沒有明顯的種族隔離現象；相反，這些人不僅一起出席洗禮，身後埋葬在同一片墓地，甚至有通婚的現象。
1840年，紐約市政府開始籌備興建中央公園，其中一個方案需要徵用塞內卡村全部土地。為了製造輿論，當時主張興建中央公園的人在報紙上發表文章，用種族歧視言辭對塞內卡村進行潑墨。甚至連曾經為塞內卡村繪制地圖的工程師埃格伯特·菲勒本人，也把塞內卡村描述成「五千個非法佔屋者的避難所」，把居民描述成「英語知識微乎其微，對法律的尊重也微乎其微」的人。但事實上，當時塞內卡村真正的非法佔屋者寥寥無幾，絕大部份都是地主或者簽約租客。
1853年，紐約州議會通過了《中央公園法案》，並授權紐約市回購興建公園所需的土地。1855年，中央公園委員會公佈最終設計方案，而對塞內卡村的清拆也同時開始：市政府開始引用幾乎無人知曉的附例，要求塞內卡村居民向市政府繳交租金。此後兩年，塞內卡村的居民們動用一切法律手段阻止市政府徵收土地。1857年，紐約市政府強制徵收了塞內卡村全部土地，同年10月1日，最後一名居民被逐出塞內卡村。不久之後，塞內卡村的所有建築物都被夷為平地，為中央公園讓路。
2001年，紐約歷史協會在中央公園內的塞內卡村原址豎立了一塊銘牌，作為對塞內卡村的紀念。2004年、2005年和2011年，紐約歷史協會在塞內卡村原址進行了考古發掘。考古團隊發掘出來超過250件文物，其中包括餐具、煙斗、骨製牙刷柄和皮革鞋底等。